# Dworek Podstarościch w Leżajsku
Dworek Podstarościch w Leżajsku – drewniany, zrębowy, nieoszalowany, parterowy z mieszkalnym poddaszem, założony na planie zbliżonym do kwadratu, przykryty wysokim, czterospadowym dachem z lukarnami i powiekami, pokryty blachą (okapy wydatne oszalowane) podpiwniczony dom przy ulicy Słowackiego 2 w Leżajsku.
Jest to jeden z najstarszych budynków w mieście, wzniesiony z modrzewiowych bali w XVII wieku. Elewacja frontowa płd. oraz płn. trójosiowe: w środku zrębów słupowo-ramowe, przeszklone ganki z wejściami od frontu. Przy węgłach (na jaskółczy ogon) znajdują się otwory okienne. Elewacje wsch. i zach. są czteroosiowe z otworami okiennymi. Dookoła znajduje się murowany cokół oblicowany płytkami ceramicznymi. Są tu otwory okienne z ozdobnymi okiennicami. Wnętrze przedzielone obszerną przelotową sienią na osi środkowej, w której kominek ogrzewał niegdyś cały budynek. Wewnątrz w jednej z izb znajduje się piec z kafli malowanych w postacie ludzkie i zwierzęta (wykonany w końcu XIX wieku przez Wojciecha Krystyniackiego, garncarza leżajskiego). Stan zachowania budynku dobry. Wzmiankowany w 1759 roku w "Inwentarzu Starostwa Leżajskiego" jako tzw. Dworek Siestrzewitowski lub Zwoleński. Przebudowany na pocz. XX wieku. Remontowany w 1950 roku (zmiana pokrycia dachu, kryty kiedyś gontem) oraz w 1990. Jest on staropolskim zwyczajem zorientowany "na godzinę jedenastą", dzięki czemu wszystkie pomieszczenia domu są oświetlone przez słońce w określonych porach roku. Stanowi obecnie własność prywatną.